# 津田鉄夫
津田 鉄夫（つだ てつお、1919年7月19日 - 1990年11月24日）は、日本の経営者。中山製鋼所社長、会長を務めた。岡山県出身。

## 経歴
1942年に東京帝国大学経済学部経済学科を卒業し、同年に八幡製鉄に入社。1973年5月に新日本製鐵取締役に就任し、1975年6月に中山製鋼所副社長を経て、1976年6月には社長に就任。1983年3月には会長に就任。
1990年11月24日急性肺炎のために死去。71歳没。